# Dallara F2 2024
La Dallara F2 2024 è una vettura da corsa, monoposto a ruote scoperte, sviluppata dal costruttore italiano Dallara, quale unica monoposto ammessa al Campionato FIA di Formula 2. La F2 2024 è la quinta generazione di auto usate nel Campionato FIA di Formula 2 (già noto come GP2 Series). La vettura è stata utilizzata a partire dal campionato 2024, in sostituzione del vecchio telaio Dallara F2/18. 
La presentazione della F2 2024 è avvenuta alla vigilia dell'appuntamento di Monza della stagione 2023 di Formula 2, mentre lo shakedown è stato effettuato dall'ex pilota di F2 Tatiana Calderón sull' Autodromo Riccardo Paletti di Varano.

## Design e motore
Il design della vettura è stato appositamente creato per avvicinarsi esteticamente alle automobili della classe maggiore, mentre la meccanica resta pressoché identica rispetto alla generazione precedente

## Caratteristiche tecniche
| Dimensioni e peso           | Dimensioni e peso                                                                                              |
| --------------------------- | --- |
| Lunghezza                   | 5,284 mm |
| Larghezza                   | 1,900 mm |
| Altezza                     | 1,097 mm (inclusa telecamera)                                                                                  |
| Interasse                   | 3,135 mm |
| Peso                        | 795 kg (con pilota e carburante)                                                                               |
| Motore e trasmissione       | |
| Motore                      | Mecachrome 3.4 L V6, montato longitudinalmente in posizione centrale con turbocompressore, trazione posteriore |
| Potenza                     | 620 CV (462 kW)                                                                                                |
| Carburante                  | Aramco Advanced 55% sustainable fuel                                                                           |
| Trasmissione                | Cambio sequenziale semi-automatico Hewland a 6 marce (più 1 retromarcia)                                       |
| Telaio, freni e prenumatici | |
| Telaio                      | Monoscocca Dallara in fibra di carbonio                                                                        |
| Sospensione (anteriore)     | Bracci trasversali a doppio comando in acciaio con doppie antivibranti e sospensioni a barre di torsione       |
| Sospensione (posteriore)    | Bracci trasversali a doppio comando in acciaio con doppie antivibranti e sospensioni a molla                   |
| Freni                       | Dischi freno in carbonio con pinze e pastiglie Brembo                                                          |
| Pneumatici                  | Pneumatici Pirelli P Zero (asciutto) e Pirelli Cinturato (bagnato)                                             |